# Борцы (отряд спецназначения ОООН НКГБ СССР)
Отряд спецназначения (оперативная группа) «Борцы́», сформированный из личного состава 2-го ПДБМ ОООН НКГБ СССР, — разведывательно-диверсионный отряд, действовавший в годы Великой Отечественной войны, в тылу врага, на оккупированной территории БССР, в основном на участках железных дорог Барановичи - Лунинец, Лунинец - Старушки.

## Предыстория
Решение о формировании спецотряда было вызвано телеграммой следующего содержания:
```
Комиссару Государственной Безопасности СССР 
Меркулову В.Н.
 

Учитывая успешную работу в тылу врага специальных отрядов Четвертого Управления Вашего наркомата 
[
2
]
, действовавших под командованием тт.
Каминского
, 
Матвеева
, 
Шихова
 и оказавших существенную помощь фронту в деле разрушения Унечского и Гомельского железнодорожных узлов противника, мы просим оказать дальнейшую помощь 
Белорусскому фронту
 посылкой Ваших диверсионно-разведывательных отрядов для воздействия на перевозки и разрушения основных железнодорожных коммуникаций в тылу врага.
В интересах фронта наиболее актуальной задачей является вывод из строя железнодорожных линий противника: станций Старушки, Лунинец, Пинск, Бобруйск, Минск–Бобруйск, а также получение разведданных о мероприятиях и действиях противника на этих участках.
В связи с намеченной вами выброской спецотрядов для действий в тылу врага на участке Белорусского фронта мы просим учесть наши пожелания в этом отношении и ориентировать часть ваших отрядов в самое ближайшее время на диверсионно-разведывательную работу в районах указанных выше железнодорожных линий противника.
Ваш представитель, ознакомленный с обстановкой на фронте, доложит о существующем положении на месте. Как и прежде, нами будет оказана необходимая помощь для переброски отрядов, связи с нами и успешного выполнения поставленных им задач.

Командующий войсками Белорусского фронта генерал армии 
Рокоссовский.

Член 
военного совета
 генерал-лейтенант 
Телегин.

Начальник штаба фронта генерал-полковник 
Малинин.

24 декабря 1943 года.
```

Конкретизируя задание, командующий фронтом поставил перед направляемыми в тыл врага отрядами задачу сбора данных о мероприятиях и действиях противника в районах Минска, Бобруйска, Пинска, железнодорожных станций Старушки и Лунинец; о месторасположении войск, аэродромов, складов, баз и других важных объектов; о перемещениях войск и характере грузовых военных перевозок и т. д. Эти данные необходимы были командованию в связи с разработкой плана операции «Багратион».
В ответ на просьбу фронта командование ОООН НКГБ сформировало в конце 1943 г. три новых спецотряда общей численностью 110 человек. Командование отрядами было поручено офицерам-чекистам А. Н. Шихову (отряд «Богатыри» – 46 бойцов, из них четыре офицера, двенадцать сержантов и тридцать рядовых.), Д. П. Распопову (отряд «Борцы» – 32 бойца), Д. И. Кузнецову (отряд «Молот» – 32 бойца). Отряды получили задание: посредством диверсий «воздействовать на коммуникации и маневренность войск врага в его тылу в направлении действий Белорусского фронта и вести разведывательную работу». В состав отрядов были включены семь офицеров состава фронтовой разведки и три сержанта – фронтовых радиста.

## Состав
| 1.  | Распопов Дмитрий Павлович         | 1905 г.р. | .ююю. не опубликован   |        |                          | старший лейтенант       | командир отряда                 | русский  |
| 2.  | Александрова Татьяна Владимировна | 1921 г.р. | юю.юю наградной лист 1 | оборот | нн:н:нн наградной лист 2 | младший сержант         | фельдшер                        | русская  |
| 3.  | Бездушев Василий Васильевич       | 1923 г.р. | юю.юю наградной лист 1 | оборот | .ююю.                    | красноармеец            | командир группы                 | русский  |
| 4.  | Беляев Алексей Иванович           | 1904 г.р. | юю.юю наградной лист 1 | оборот | нн:н:нн наградной лист 2 | старший лейтенант       | заместитель начальника разведки | русский  |
| 5.  | Богдан Георгий Ефимович           | 1912 г.р. | юю.юю наградной лист 1 | оборот | :ннннн: не опубликован   | старшина                |                                 | украинец |
| 6.  | Боровенский Григорий Кондратьевич | 1921 г.р. | юю.юю наградной лист 1 | оборот | нн:н:нн наградной лист 2 | красноармеец            |                                 | украинец |
| 7.  | Вальехо Мануэль                   | 1912 г.р. | юю.юю наградной лист 1 | оборот | :ннннн: наградной лист 2 | красноармеец            |                                 | испанец  |
| 8.  | Горожанин Константин Иванович     | 1923 г.р. | юю.юю наградной лист 1 | оборот | .ююю.                    | красноармеец            |                                 | русский  |
| 9.  | Дрендель Семён Израилевич         | 1920 г.р. | юю.юю наградной лист 1 | оборот | :н: наградной лист 2     | красноармеец            | подрывник                       | еврей    |
| 10. | Елисейкин Александр Михайлович    | 1915 г.р. | юю.юю наградной лист 1 | оборот | нн:н:нн наградной лист 2 | красноармеец            |                                 | русский  |
| 11. | Ермолович Николай Данилович       | 1917 г.р. | юю.юю наградной лист 1 | оборот | нн:н:нн наградной лист 2 | красноармеец            | пулеметчик                      | белорус  |
| 12. | Крутелёв Егор Леонтьевич          | 1922 г.р. | юю.юю наградной лист 1 | оборот | нн:н:нн наградной лист 2 | красноармеец            |                                 | русский  |
| 13. | Кудрявцев Владимир Васильевич     | 1926 г.р. | юю.юю наградной лист 1 | оборот | :н: наградной лист 2     | красноармеец            | подрывник                       | русский  |
| 14. | Ляховский Олег Кириллович         | 1916 г.р. | юю.юю наградной лист 1 | оборот | нн:н:нн наградной лист 2 | лейтенант               | заместитель командира отряда    | белорус  |
| 15. | Макрушин Владимир Александрович   | 1926 г.р. | юю.юю наградной лист 1 | оборот | :ннннн: наградной лист 2 | красноармеец            | радист                          | русский  |
| 16. | Малявин Иван Алексеевич           | 1922 г.р. | юю.юю наградной лист 1 | оборот |                          | красноармеец            |                                 | русский  |
| 17. | Мрочек Станислав Иванович         | 1920 г.р. | юю.юю наградной лист 1 | оборот |                          | красноармеец            |                                 | поляк    |
| 18. | Параролс Франциско Меркадор       | 1919 г.р. | юю.юю наградной лист 1 | оборот |                          | красноармеец            |                                 | испанец  |
| 19. | Пушков Семён Николаевич           | 1903 г.р. | нн:н:нн наградной лист |        |                          | капитан госбезопасности | начальник разведки отряда       |          |
| 20. | Радаев Алексей Захарович          | 1922 г.р. | юю.юю наградной лист 1 | оборот | :н: наградной лист 2     | сержант                 | командир отделения              | русский  |
| 21. | Сафронов Александр Осипович       | 1922 г.р. | юю.юю наградной лист 1 | оборот |                          | красноармеец            | минёр                           | русский  |
| 22. | Скрипкин Григорий Васильевич      | 1914 г.р. | юю.юю наградной лист 1 | оборот |                          |                         | командир отделения              | русский  |
| 23. | Смирнов Григорий Сергеевич        | 1921 г.р. | юю.юю наградной лист 1 | оборот | нн:н:нн наградной лист 2 | старший сержант         | инструктор-подрывник            | русский  |
| 24. | Соболев Александр Сергеевич       | 1922 г.р. | юю.юю наградной лист 1 | оборот |                          | сержант                 | командир группы                 | русский  |
| 25. | Трубин Борис Васильевич           | 1921 г.р. | юю.юю наградной лист 1 | оборот |                          | красноармеец            |                                 | русский  |
| 26. | Харламов Николай Константинович   | 1922 г.р. | юю.юю наградной лист 1 | оборот |                          |                         | командир группы                 | русский  |
| 27. | Цуриков Василий Михайлович        | 1919 г.р. | юю.юю наградной лист 1 | оборот | нн:н:нн наградной лист 2 | старший сержант         | командир отделения              | белорус  |
| 28. | Шапиро Олег Абрамович             | 1923 г.р. | юю.юю наградной лист 1 | оборот | :ннннн: наградной лист 2 | младший сержант         | подрывник                       | еврей    |
| 29. | Шарапова Мария Савельевна         | 1920 г.р. | юю.юю наградной лист 1 | оборот |                          | сержант                 | радистка                        | русская  |
| 30. | Шидловский Борис Иванович         | 1920 г.р. | юю.юю наградной лист 1 | оборот | :ннннн: наградной лист 2 | лейтенант               | заместитель командира отряда    | русский  |
| 31. | Яковлев Виктор Алексеевич         | 1923 г.р. | юю.юю наградной лист 1 | оборот |                          |                         | старший подрывник               | русский  |
| 32. | . .                               |           |                        |        |                          |                         |                                 |          |

..ююю.. орден Ленина
нн:н:нн орден Красного Знамени
:ннннн: орден «Отечественной войны» 1 степени
нн:н:нн орден «Отечественной войны» 2 степени
:ннннн: орден Красной Звезды
:ннннн: орден Славы 1,2,3 степени
:ннннн: медаль «За отвагу»
юю.юю медаль «Партизану Отечественной войны» 1 степени
юю.юю медаль «Партизану Отечественной войны» 2 степени

## История
Павел Судоплатов, по сложившейся традиции, всегда приходил провожать отбывающие на задание оперативные группы.
Вначале намечалось перебросить отряд в тыл противника на самолётах, но по какой-то причине самолётов не оказалось. Тогда решили, что три отряда вместе перейдут линию фронта. 10 января 1944 г. все три отряда прибыли из подмосковного дома отдыха «Зеленоградское» на Киевский вокзал столицы и погрузились в теплушки, прикрепленные к поезду «Москва – Брянск». Путь через Брянск и Унечу лежал в город Речица, где располагался штаб 1-го Белорусского фронта.
В Речице командиры отрядов встретились с командующим фронтом генералом армии К. К. Рокоссовским, который уточнил задания и отдал распоряжение обеспечить отряды транспортом и доставить в недавно освобожденный город Овруч. Морозным утром 14 января 1944 г. колонна «Студебеккеров» двинулась в сторону Овруча, куда прибыла на следующий день. Отсюда отрядам предстояло проникнуть через Бобруйские «ворота» в тыл врага и выйти в заданные районы действий. 17 января   три отряда на восьми грузовиках были доставлены в деревню Тартак. Отсюда отрядам предстояло совершить лыжный переход к местам базирования. Бойцы несли на себе в общей сложности до 5 тонн различных грузов, включая рации, питание к ним, динамо-машину для зарядки раций, мины и тол. Первоначально все три отряда передвигались вместе. Но обстановка в Полесье оказалась более сложной, чем предполагалось: сюда прибыли новые части и гитлеровцы организовали глубокоэшелонированную оборону, закрыв тем самым лесные «ворота», соединявшие Житомирскую область с партизанским краем. Отрядам было приказано самостоятельно перейти линию фронта и продвигаться к месту назначения.
Первая попытка перехода линии фронта окончилась неудачно. Три отряда: «Борцы», «Богатыри» и «Молот» переходили без достаточной разведки замёрзшую реку Ствига в районе Мерлиньских хуторов.  Отряды были обстреляны и не вступая в бой, без потерь вернулись.
15 февраля 1944 года отряд спецназначения «Борцы» перешёл линию фронта. Переходили ночью, в белых маскировочных халатах, минуя дороги и населённые пункты. Трое суток отряд шёл через болота почти без отдыха. Лёд не выдерживал и местами бойцы шли по горло в воде.  Температура воздуха была -5 -8 градусов ниже нуля. На четвёртые сутки отряд вышел к реке Припять.
На следующий день начали переправу. Берег голый. По реке шириной метров 150-200 плыла шуга. Изредка проплывал патрульный катер. На старом, дырявом, полузатопленном челноке, несколько часов переправлялись по два человека: один грёб, другой переезжал, держа снаряжение. Переправившись на другой лесистый берег, отогрелись в лесу, отоспались и направились в расположение штаба Василия Захаровича Коржа, который посоветовал обосноваться в 5-6 километрах от деревни Гоцк, на берегу Собельского канала. Пока не построили свой лагерь, отряд базировался в лагере партизанского отряда имени М.И. Калинина.
В отряде, в основном, действовали три диверсионные группы: А.С. Соболева, Н.К. Харламова, В.В. Бездушева. Каждая группа состояла чаще всего из 5 воинов, что было рискованно, но это давало возможность охватить большой район действия. Диверсионная группа могла действовать автономно от отряда уходя на продолжительное время, до нескольких месяцев. В группе была рация модели «Белка», что позволяло держать связь с отрядом. Так например, в конце февраля 1944 года командиром отряда была поставлена задача группе Николая Харламова: вывести из строя участок железной дороги Житковичи-Микашевичи-Лунинец, а также заминировать Варшавское шоссе в районе Клецка и вести разведку. До места действия группа добралась к марту, так как дорога по болотам была очень трудной. Остановились в деревне Куково, недалеко от железнодорожного узла Ганцевичи, у жителя хутора Адама Бобко 1889 года рождения. Он и его жена кормили спецназовцев тем, чем питались сами. Адам ходил в качестве проводника на железную дорогу. За два месяца группой было подорвано 8 железнодорожных эшелонов с живой силой и техникой врага на участках Лунинец-Микашевичи-Житковичи и Лунинец-Барановичи. На Варшавском шоссе подорвали полтора десятка автомашин. Собрали сведения о расположении немецких гарнизонов близ Варшавского шоссе.
Охрана железной дороги состояла из установленных через каждый километр дотов и в нём 2-3 солдата с пулемётом. В лесистой части, доты устанавливались на расстоянии примерно 500 метров. Лес вдоль полотна вырубался на глубину от 20 метров. Для сигнализации вывешивались консервные банки. Минировались не только подходы, но и тропы в ближайших лесах. 
Для подрыва эшелона, спецназовцы днём наблюдали как ведётся охрана, засекали время смены постов, искали мины на подходах. Если есть, то с наступлением сумерек, подход разминировали. Затем ночью, выставив охрану, минировали железнодорожное полотно. Во всех случаях, минирование — это “ювелирная” работа: землю ковыряли ножами, чтобы не было шума, выкладывали её на плащ-палатку. Щебень выкладывали так, чтобы в темноте положить обратно запачканной смазкой из букс стороной вверх. Времени на закладку взрывчатки, не более пяти минут. Перед проходом эшелона, по линии несколько раз в обе стороны проезжала дрезина с солдатами, которые осматривали путь. Дважды проходил патруль. После череды крушений, поезда стали уменьшать скорость до 10 км/час, потом впереди паровозов стали цеплять платформы с песком или землёй, чтобы взрыв происходил не под паровозом. Приходилось увеличивать заряды до 10 килограмм, что затрудняло минирование. Взрывчатки не хватало, и тогда бойцы стали искать неразорвавшиеся авиабомбы и выплавляли из них тол. Немцы чаще стали патрулировать по железной дороге, ходили с собаками, тренированными на запах тола и тогда приходилось отбивать запах заряда различными способами. Наконец, фашисты стали минировать все подходы. На одной из таких мин погиб пулемётчик Николай Ермолович.
Еды постоянно не хватало, соли не было совсем, табак просили у местных. Так например, при переходе к месту будущего лагеря, попалась на чердаке полуразрушенной избушки, высушенная коровья шкура, снятая, вероятно, года два назад. Бойцы опалили шерсть, порезали, сварили и съели. В следующий раз в лесу, в 30 км от Велуты, на дереве нашли улей. Мёд съели в чистом виде, только запивая водой. 3-4 дня спустя, спецназовцы говорили, что всё ещё снился этот мёд в страшных снах. В лагере завели корову, которая давала 2-3 литра молока в день. Молоко давали только больным, раненым и троим детям. Детей, с их мамой, отряд подобрал на одном из хуторов. Это была вдова пограничника, белоруса, погибшего в первые дни войны. В лагере она готовила еду. 
Для изготовления бинтов рвали парашютную ткань от контейнеров, которые сбрасывали для снабжения отряда самолёты. 8 бойцов переболели тифом.
За 7 месяцев пребывания отряда, на этом участке прекратилось всякое движение по железной дороге. В деревнях, оккупанты распространяли листовки, в которых предлагали за голову Распопова: 10 пудов соли, дом и корову.
Отряд спецназначения "Борцы" получил приказ перебазироваться в район Кёнигсберга, но выполнить его не успели. Стремительно наступавшая Красная Армия, опередила отряд и 12 июля он оказался у неё в тылу. Следуя очередному приказу, отряд прибыл в Минск, где 16 июля 1944 года бойцы приняли участие в партизанском параде.

## Результат
1. Направленные в соответствии с просьбой Верховного Совета 1-го Белорусского фронта в тыл противника оперативные группы НКГБ СССР, несмотря на трудные зимние условия и весеннюю распутицу, особенно в районе Пинских болот, карательные экспедиции и усиленную охрану железнодорожных и шоссейных коммуникаций, с поставленными задачами справилась.
2. Систематическая диверсионная работа оперативных групп на коммуникациях противника вынуждала немецкое командование сковывать значительное количество живой силы и техники (вплоть до танков) для охраны шоссейных и железных дорог и нанесла врагу значительный урон, регулярно нарушая нормальную работу прифронтовых коммуникаций.
3. Личный состав оперативных групп при выполнении поставленных задач в тяжёлых условиях в тылу противника показал стойкость и мужество и заслуживает быть отмеченным правительственными наградами.

     Приложение:

1) Перечень диверсионных операций, проведённых оперативными группами ст.лейтенантов: Шихова, Распопова и Кузнецова.

2) Схема районов диверсионной работы опергрупп.
Начальник 8 отдела 4 Управления НКГБ СССР подполковник Студников.

Итоговые данные работы опергруппы старшего лейтенанта Распопова:
1. Пущено под откос эшелонов с живой силой и техникой противника 22

2. Подорвано бронепоездов 1

3. Взорвано железнодорожного полотна 200 м.

4. Уничтожено и повреждено при крушениях:

а) паровозов 34

в том числе бронепаровозов 1

б) вагонов и платформ 94 

5. В результате диверсий прервано железнодорожное сообщение в общей сложности на 5 суток

6. Установлено на железных дорогах:

а) мин замедленного действия 7

б) фугасов с различными взрывателями 30

7. Установлено фугасов на шоссе и грунтовых дорогах 10

8. На шоссейных и грунтовых дорогах уничтожено:

а) танков 3

б) автомашин 5

9. Взорвано:

а) железнодорожных мостов 2

б) железнодорожных стрелок 2

в) железнодорожных станций 1

г) складов с медикаментами 1

10. Уничтожено телеграфно-телефонной связи 150 м.

11. Проведено боевых столкновений с противником 5 

при этом убито и ранено 40 солдат и офицеров врага.

12. Убито и ранено при крушениях воинских эшелонов и в боевых столкновениях солдат и офицеров противника 450

13. Передано разведсводок о дислокации войск и военных объектов противника и сведений о совершённых диверсиях 37

Из личного состава отряда, при выполнении специальных заданий, погибло 2 бойца.

— ЦАМО. Ф. 233. Оп. 2356. Д. 14. Л. 175-181

## Перечень диверсионных операций
1. 25.2.44 г. на ж. д. Лунинец – Старушки, на перегоне Лахва – Сенкевичи, подорван эшелон противника, направлявшийся к Лахве. Разбито: 1 паровоз и 10 вагонов с живой силой.

2. 26.2.44 г. на ж. д. Барановичи – Лунинец, на участке Люща – Бостынь, подорван эшелон противника. Выведено из строя: 1 паровоз, 2 классных вагона с офицерским составом и 4 вагона повреждено.

3. 3.3.44 г. на ж. д. Лунинец – Старушки, на участке Лахва – Лунинец, подорван эшелон противника. Уничтожено: 1 паровоз и 3 вагона с различным воинским грузом.

4. 6.4.44 г. на ж. д. Барановичи – Лунинец, между ст. Люща – Бостынь, подорвано 2 паровоза с платформой.

5. 6.4.44 г. на ж. д. Барановичи – Лунинец, между ст. Лунинец – Дятловичи, подорвано 4 вагона с горючим.

6. 15.4.44 г. на ж. д. Барановичи – Лунинец, около депо ст. Барановичи, подорван паровоз противника.

7. 17.4.44 г. между ст. Городище – Парахонском подорван один паровоз противника.

8. 21.4.44 г. на ж. д. Барановичи – Лунинец подорвана ж.-д. станция Мальковичи. Взрывом, помимо разрушения станции, уничтожено 2 немца и ранено 4.

9. 21.4.44 г. на ж. д. Барановичи – Лунинец, на перегоне Люща – Мальковичи, подорван 1 паровоз с платформой, направлявшийся к ст. Барановичи. При этом подорвано 50 метров ж.-д. пути. Движение было прервано на 11 часов.

10. 21.4.44 г. на ж. д. Барановичи – Лунинец, между ст. Люща – Мальковичи, на ж.-д. линии подорвались на мине 2 немца.

11. 25.4.44 г. на ж. д. Барановичи – Лунинец, на перегоне ст. Люща – Мальковичи, подорван эшелон противника, направлявшийся в Лунинец. Выведено из строя: 1 паровоз и 3 вагона с различными грузами противника.

12. 7.5.44 г. на ж. д. Барановичи – Лунинец, южнее ст. Буды, подорван эшелон противника. Выведен из строя один паровоз. Груз и количество разбитых вагонов установить не удалось.

13. 8.5.44 г. на ж. д. Лунинец – Барановичи, южнее ст. Буды, подорван вспомогательный поезд противника. Разбит 1 паровоз и 2 платформы с техническим грузом.

14. 8.5.44 г. между ст. Лахва – Лунинец подорван паровоз.

15. 8.5.44 г. на ж. д. Старушки – Лунинец, на участке Лахва – Лунинец, подорван бронепоезд противника, следовавший к ст. Лахва. Движение было приостановлено на 6 часов.

16. 11.5.44 г. на ж. д. Барановичи – Лунинец, около ст. Буды, подорван эшелон противника. Разбито: 1 паровоз и 3 вагона с живой силой. Дорога не работала 10 часов.

17. 12.5.44 г. на ж. д. Барановичи – Лунинец, на перегоне Люща – Лунинец, был подорван самоход, следовавший к ст. Лунинец. Ранен водитель.

18. 13.5.44 г. на ж. д. Лунинец – Барановичи, около ст. Буды, подорван 1 паровоз с платформой.

19. 13.5.44 г. на ж. д. Барановичи – Лунинец подорван паровоз, следовавший при эшелоне на ст. Лунинец.

20. 16.5.44 г. на ж. д. Лунинец – Барановичи подорван паровоз, направлявшийся с эшелоном противника на ст. Барановичи.

21. 18.5.44 г. на ж. д. Лунинец – Барановичи, южнее ст. Буды, подорван эшелон противника. Разбито: 1 паровоз, 6 вагонов с военным грузом и 12 вагонов сошло с рельс.

22. 18.5.44 г. на ж. д. Лунинец – Старушки, на перегоне Лахва – Лунинец, y разъезда Ракитно, подорван эшелон противника. Разбито 1 паровоз и 3 платформы.

23. 18.5.44 г. на ж. д. Старушки – Лунинец, y разъезда Ракитно, подорван эшелон противника. Разбито: 1 паровоз и 1 вагон с боеприпасами.

24. 18.5.44 г. на шоссе Лахва – Лунинец, y мест. Молодой Лес, подорвана грузовая автомашина противника. Убито 2 и ранено 3 немца.

25. 19.5.44 г. на ж. д. Старушки – Лунинец, в районе Кожан-Городок, подорван эшелон противника. Разбито: паровоз и 2 вагона с воинскими грузами.

26. 20.5.44 г. на ж. д. Лунинец – Барановичи, y ст. Буды, подорван эшелон противника. Разбито: паровоз и 5 вагонов с различным воинским грузом.

27. 22.5.44 г. на ж. д. Барановичи – Лунинец, на перегоне Люща – Бостынь, около ст. Бостынь, подорвано 4 пролета рельс.

28. 24.5.44 г. y ст. Люща подорван 1 пролет рельс.

29. 25.5.44 г. на ж. д. Лунинец – Барановичи, около ст. Буды, подорван эшелон противника. Разбито: 1 паровоз и 4 вагона с авиабомбами.

30. 26.5.44 г. на ж. д. Лунинец – Барановичи, в 3 км севернее ст. Буды, подорван эшелон противника. Разбито: паровоз. Количество разбитых вагонов и находившийся в них груз установить не удалось.

31. 26.5.44 г. на участке Ганцевичи – Любошево подорван механический миноискатель. Убито 3 немца.

32. 26.5.44 г. в г. Барановичи подорван склад медикаментов.

33. 28.5.44 г. в г. Ганцевичи убито 3 и ранено 4 немца.

34. 29.5.44 г. на ж. д. Лунинец – Барановичи, y ст. Барановичи, подорван паровоз, следовавший с эшелоном к фронту.

35. 1.6.44 г. на ж. д. Барановичи – Лунинец, на участке Буды – Гончары, подорван эшелон противника. Разбито: паровоз и 5 платформ с автомашинами.

36. 2.6.44 г. на ж. д. Барановичи – Лунинец, на участке Куршиновичи – Ляховичи, подорван эшелон противника. Разбито: паровоз и 4 вагона с различным воинским грузом.

37. 2.6.44 г. на шоссе Дребск – Дворец, около дер. Цны, подорвана грузовая автомашина. Машина разбита. Убито 1 и ранен 1 немец.

38. 6.6.44 г. на ж. д. Барановичи – Лунинец, y ст. Люща, подорвано 2 пролета рельс.

39. 6.6.44 г. на ж. д. Барановичи – Лунинец, между ст. Люща – Лунинец, подорван паровоз эшелона противника, следовавшего к ст. Лунинец.

40. 9.6.44 г. на ж. д. Барановичи – Лунинец, на ст. Люща, подорвано: 1 стрелка и ж.-д. пути в 3-х местах.

41. 9.6.44 г. на ж. д. Барановичи – Лунинец, y ст. Люща, взорван ж.-д. деревянный мост.

42. 12.6.44 г. на ж. д. Лунинец – Старушки, между ст. Лахва – Дребск, подорван эшелон, следовавший к ст. Лахва. Разбито: 1 паровоз и 2 вагона.

43. 12.6.44 г. на том же участке подорван эшелон противника, направлявшийся к ст. Лахва. Разбито: паровоз и 4 вагона с различным воинским грузом.

44. 13.6.44 г. на ж. д. участке Новый Двор – Куршиновичи подорван эшелон противника. Разбито: паровоз и 4 вагона с продовольствием.

45. 14.6.44 г. на ж. д. Барановичи – Лунинец, между ст. Буды – Куршиновичи, подорван эшелон противника. Разбито: паровоз и 5 вагонов с боеприпасами и различным воинским грузом.

46. 15.6.44 г. на ж. д. Лунинец – Барановичи, около ст. Буды, подорван эшелон противника. Разбито: паровоз и 1 вагон с воинским грузом.

47. 15.6.44 г. на том же участке в 4 км севернее ст. Буды подорван эшелон противника. Подорван: паровоз и 2 платформы с лесоматериалами.

48. 17.6.44 г. на ж. д. Барановичи – Лунинец, в 5 км от станции Люща, подорван 1 пролет рельс.

49. 18.6.44 г. на ж. д. Барановичи – Лунинец взорвана 1 стрелка.

50. 20.6.44 г. на этой же дороге в 4 км от ст. Люща частично подорван бетонно-насыпной ж.-д. мост.

51. 25.6.44 г. на этой же дороге около ст. Люща разведкой подорвано 3 пролета телеграфно-телефонной связи Лунинец – Барановичи.

52. 25.6.44 г. на шоссе Огаревичи – Ганцевичи подорвана грузовая автомашина с продовольствием. Силой взрыва машина выведена из строя. Тяжело ранено двое немцев.

53. 30.6.44 г. на шоссе Москва – Варшава, на участке Новинки – Муравинка, подорвано 2 средних танка.

54. 1.7.44 г. на шоссе Буды – Ганцевичи на минах уничтожено 7 немцев и ранено 5.

55. 1.7.44 г. на шоссе Москва – Варшава, на участке Новинки – Грицевичи, при отступлении немцев подорваны тяжелый танк и легковая машина. Убито 2 офицера и 1 солдат противника.

— ЦАМО. Ф. 233. Оп. 2356. Д. 14. Л. 182-194